# Macrochloa
A Macrochloa az egyszikűek (Liliopsida) osztályának perjevirágúak (Poales) rendjébe, ezen belül a perjefélék (Poaceae) családjába tartozó nemzetség.
Az idetartozó fajok korábban az árvalányhaj (Stipa) nemzetségbe voltak besorolva.

## Előfordulásuk
A Macrochloa-fajok, főleg az eszpartófű Észak-Afrikában és az Ibériai-félszigeten őshonos. Az eredeti előfordulási területe magába foglalja Portugáliát, Spanyolországot, a Baleár-szigeteket, Marokkót, Algériát, Tunéziát és Líbiát. Az ember betelepítette a Kanári-szigetekre és Ciprus szigetre is. A másik fűféle Marokkó egyik endemikus növényfaja.

## Rendszerezés
A nemzetségbe az alábbi 2 faj tartozik:
- Macrochloa antiatlantica (Barreña, D.Rivera, Alcaraz & Obón) H.Scholz & Valdés
- eszpartófű (Macrochloa tenacissima) (L.) Kunth - típusfaj